# Richelieu (Kanada)
Richelieu – miasto w Kanadzie, w prowincji Quebec, w regionie Montérégie i MRC Rouville. Nazwa pochodzi od przepływającej przez miasto rzeki Richelieu.
Liczba mieszkańców Richelieu wynosi 5 208. Język francuski jest językiem ojczystym dla 96,5%, angielski dla 1,3% mieszkańców (2006).